# 大川武宏
大川 武宏（おおかわ たけひろ）は、日本のテレビドラマ・映画プロデューサー。大阪府大阪市出身。現在テレビ朝日ストーリー制作部ゼネラルプロデューサー。

## 来歴
大阪府立市岡高校では市岡高校映画部 に所属。後輩に芥川賞受賞の柴崎友香がいる。大学では早稲田大学宝塚歌劇（早宝会）を愛する会に所属。卒業後、東宝に入社。演劇部に勤務。テレビ朝日転職、ドラマ・映画の企画・プロデュースなどを担当。
2005年社団法人日本映画テレビプロデューサー協会ザ・ヒットメーカー賞。第40回小説推理新人賞最終候補作。

## 担当作品

### テレビドラマ
- 科捜研の女（1999年 - 2000年） - プロデューサー補
- 八丁堀の七人（2001年） - プロデューサー
- 十手人（2001年） - プロデューサー補
- おみやさん（2003年-） - プロデューサー
- 西部警察スペシャル（2003年） - プロデューサー
- スペシャルドラマ弟 (テレビドラマ)（2004年） - プロデューサー
- 熟年離婚（2005年） - プロデューサー
- 警視庁捜査一課9係（2006年） - プロデューサー
- PS -羅生門-（2006年） - プロデューサー
- おいしいごはん 鎌倉・春日井米店（2007年） - プロデューサー
- キミ犯人じゃないよね?（2008年） - プロデューサー
- 打撃天使ルリ（2008年） - プロデューサー
- 歌のおにいさん（2009年） - プロデューサー
- エンゼルバンク（2009年） - プロデューサー
- 民王（2015年） - プロデューサー
- 瀬戸内少年野球団（2016年） - プロデューサー
- 探偵少女アリサの事件簿（2017年） - プロデューサー
- 深層捜査（2017年） - プロデューサー
- 最後の同窓会（2017年） - プロデューサー
- BORDER 贖罪（2017年） - プロデューサー
- 黒薔薇 刑事課強行犯係 神木恭子（2017年） - プロデューサー
- おかしな刑事（2018年-） - プロデューサー
- 特捜9（2018年-） - ゼネラルプロデューサー
- ホリデイラブ（2018年） - ゼネラルプロデューサー
- 名探偵・明智小五郎（2019年） - チーフプロデューサー
- 破天荒フェニックス（2020年） - ゼネラルプロデューサー
- 主夫メゾン（2021年） - プロデューサー

### 特撮テレビドラマ
- スーパー戦隊シリーズ
  - 暴太郎戦隊ドンブラザーズ（2022年 - 2023年） - プロデューサー※27話以降
  - 王様戦隊キングオージャー（2023年 - 2024年）  - プロデューサー※20話よりゼネラルプロデューサー
  - 爆上戦隊ブンブンジャー（2024年 - 2025年）  - ゼネラルプロデューサー
  - ナンバーワン戦隊ゴジュウジャー（2025年 - ） - ゼネラルプロデューサー
- 仮面ライダーシリーズ
  - 仮面ライダーガッチャード（2023年 - ） - ゼネラルプロデューサー
  - 仮面ライダーガヴ（2024年 - ） - ゼネラルプロデューサー[4]

### 映画
- friends もののけ島のナキ（2011年）
- 臨場 劇場版（2012年）
- 鍵泥棒のメソッド（2012年）
- 探偵はBARにいる2 ススキノ大交差点（2013年）
- 少年H（2013年）
- 相棒シリーズ X DAY（2013年）
- トリック劇場版 ラストステージ（2013年）
- 相棒 -劇場版III- 巨大密室! 特命係 絶海の孤島へ（2014年）